# The Eleventh: Thou Shalt Be My Slave
The Eleventh: Thou Shalt Be My Slave – drugi album studyjny polskiej grupy muzycznej Pyorrhoea wydany 25 kwietnia 2006 roku przez wytwórnię Empire Records.

## Lista utworów
1. „Blow” – 0:11
2. „Rules of Slavery” – 3:16
3. „Stolen Freedom” – 3:33
4. „Miserable Existence” – 2:13
5. „Hidden Under Sanctity” – 3:34
6. „Bad Monk” – 2:24
7. „Natural Born Enemies” – 3:53
8. „Your Master - Your God” – 2:30
9. „Liberation” – 1:47
10. „Nothing He Can Do” – 2:53
11. „Everlusting” – 2:40
12. „Far from Truth” – 2:43
13. „Forbidden Extasy” – 4:51
14. „Rape” – 0:24

## Twórcy
- Chryste – wokal prowadzący
- Adrian "A.D. Gore" Słojewski – gitara
- Łukasz Musiuk – gitara
- Cyprian Konador – gitara basowa
- Krzysztof Szałkowski – perkusja